# I Need Your Love (bài hát của Calvin Harris)
"I Need Your Love" là một bài hát của nam DJ người Scotland Calvin Harris từ album phòng thu thứ ba của anh, 18 Months (2012). Bài hát có sự hợp tác của nữ ca sĩ Anh Ellie Goulding. Nó được phát hành ngày 12 tháng 4 năm 2013 dưới dạng đĩa đơn thứ 7 từ album. "I Need Your Love" cũng xuất hiện trong phiên bản cao cấp của album phòng thu thứ hai của Goulding, Halcyon (2012). Video âm nhạc cho bài hát được chỉ đạo bởi Emil Nava, với chủ đề xoay quanh Harris và Goulding là một cặp đôi tình nhân đang nghỉ mát ở Miami.
"I Need Your Love" nhận được nhiều phản hồi tích cực từ các nhà phê bình. Bài hát đạt đến vị trí thứ 4 trên UK Singles Chart, khiến Harris trở thành nghệ sĩ đầu tiên trong lịch sử bảng xếp hạng Vương quốc Anh khi có đến 8 hit top 10 trong cùng một album phòng thu. Bài hát cũng lọt vào tọp tại Úc, Áo, Phần Lan và Thụy Điển, top 10 tại Bỉ, Ireland và Thụy Sĩ, và top 20 tại Hoa Kỳ. Bài hát nhận được một đề cử cho "Đĩa đơn Anh của năm" tại 2014 BRIT Awards, trong khi video âm nhạc nhận được một đề cử cho "Video âm nhạc Anh của năm".

## Đánh giá chuyên môn
"I Need Your Love" hầu hết nhận được những đánh giá tích cực từ các nhà phê bình. Robert Copsey của Digital Spy cho bài hát 4 trên 5 sao, nói rằng "đó là giọng hát mềm mại, chưa trưởng thành đặc trưng của cô ấy [của Goulding], nó có thể khiến bài hát từ bình thường trở thành một cái gì đó đặc biệt." Sam Lansky từ trang Idolator viết rằng chất giọng của Goulding "mang tính mỏng manh [...] cộng thêm tiếng nhạc điện tử hiện đại của Harris", nói thêm rằng Harris "đã làm rất tốt trong bài hát này". Billboard nhận xét rằng giọng của Goulding "mỏng manh mà mang rất nhiều sự ấm áp, và cảm thấy rằng "Harris có một chút vất vả ở đây".

## Diễn biến xếp hạng
Đi theo sự phát hành của 18 Months, "I Need Your Love" mở đầu tại vị trí số 85 tại UK Singles Chart và 58 tại Irish Singles Chart vào đầu tháng 11 năm 2012. Bài hát đã quay trở lại tại số 75 vào tuần lễ ngày 17 tháng 3 năm 2013, bán được 3,256 bản. Vào tuần lễ thứ tư ở trên bảng xếp hạng, bài hát đã nhảy từ vị trí số 41 lên số 25 với 13,909 bản đã bán, trở thành hit top 50 tại Anh thứ 16 của Harris và thứ 9 của Goulding. Vào 21 tháng 4 năm 2013, khi "I Need Your Love" nhảy từ vị trí số 11 lên vị trí số 7 khi bán được 33,052 bản, Harris đã lập kỷ lục, trở thành nghệ sĩ đầu tiên có 8 hit top 10 trong cùng một album phòng thu, phá vỡ kỷ lục trước đó của Michael Jackson với Bad (1987) và Dangerous (1991). Bài hát đạt đến vị trí cao nhất của mình - thứ 4 vào tuần sau đó, với 43,971 bản. tính đến tháng 8 năm 2013, "I Need Your Love" đã bán được tổng cộng 395,462 bản tại Vương quốc Anh.
Kể từ khi bước vào bẳng xếp hạng tại Ireland lần đầu, "I Need Your Love" đã đạt đến vị trí thứ 6 tại đây. Bài hát đã ở đầu tại vị trí số 44 trên ARIA Singles Chart vào tuần lễ 11 tháng 3 năm 2013, và đạt đến vị trí thứ 3 trong tuần thứ tám của nó trên bảng xếp hạng. Tại New Zealand, bài hát đã mở đầu trên RIANZ Singles Chart tại vị trí số 26 và đạt đến vị trí thứ 15 trong 2 tuần liên tiếp.
Tại Hoa Kỳ, bài hát mở đầu tại vị trí số 76 trên Billboard Hot 100 và đạt đến vị trí số 16, trở thành hit top 40 thứ năm của Harris và thứ hai của Goulding. "I Need Your Love" đã nhận được 1 triệu lượt tải tại Hoa Kỳ, tính đến tháng 9 năm 2013.

## Video âm nhạc
Video âm nhạc cho "I Need Your Love" được đạo diễn bởi Emil Nava, được phát hành vào ngày 15 tháng 4 năm 2013.
Video bắt đầu với Goulding trên giường, hát bài hát. Cô tham gia với Harris, người được miêu tả là có một mối quan hệ lãng mạn ở với cô ấy. Những cảnh trong video đều cho thấy Goulding và Harris diễn xuất một cách trìu mến đối với nhau tại các địa điểm khác nhau như một resort, trong xe hơi, và ở một bãi biển và cả một cảnh là cảnh quay của Ellie nhận mũi tên hình xăm của mình trên ngón tay phải của cô tại một cửa hiệu xăm với Harris. Trong khi chiếc máy ảnh đang quay tại một bãi biển nơi Goulding và Harris, họ đã để (quên) nó tại bãi biển; rồi được lấy đi bởi một người khác, người đó quay phim mình đang trượt ván và sau đó chơi bi-a. Những cảnh quay của Goulding và Harris với đèn flash trong video quay trở lại trong vòng vài giây, sau đó nó lại quay lại cảnh bi-a. Sau đó, thay vào đó một người lái xe mô tô chuẩn bị bàn bi-a trước khi nhìn thấy máy quay và dùng nó, sử dụng nó để quay phim mình đang ngồi trên một chiếc xe máy dọc theo một đường cao tốc.
Sau đó, máy quay được nhặt lên lên từ vỉa hè bởi một người tiếp theo, người sử dụng nó để quay một tour du lịch trực thăng tại Miami. Sau đó, nó được trao cho một máy bay phản lực trượt tuyết cá nhân cho đến khi anh dường như mất máy quay. Sau đó, máy quay đã được tìm thấy trôi nổi trong nước bởi một cá nhân năm những người thân và một bộ phim khác nhau trên một tàu thuyền và sau đó, trong một hộp đêm, nơi Harris được biểu diễn như một DJ. Harris sau đó được nhìn thấy lần nhảy với Goulding từ xa. Khi camera di chuyển theo hướng Harris, anh giật lấy và giữ nó, nhằm quay các khán giả của câu lạc bộ đêm. Cảnh của video âm nhạc cùng đèn flash quay mấy vòng một cách nhanh chóng, dẫn đến sự kết thúc của video với việc Harris đặt máy ảnh xuống và nằm với Goulding trong phòng ngủ cùng với nhau như đoạn đầu của video.
Video âm nhạc cho "I Need Your Love" đã được nhận một đề cử cho "Hợp tác xuất sắc nhất" và "Bài hát của mùa hè" tại 2013 MTV Video Music Awards.

## Danh sách bài hát
- Tải kỹ thuật số[25]

1. "I Need Your Love" (Nicky Romero Remix) – 5:44
2. "I Need Your Love" (Jacob Plant Remix) – 4:50

- Đĩa đơn CD tại Áo, Đức và Thụy Sĩ[26][27][28]

1. "I Need Your Love" – 3:58
2. "I Need Your Love" (Nicky Romero Remix) – 5:43

- Tải kỹ thuật số tại Áo, Đức và Thụy Sĩ[29][30][31]

1. "I Need Your Love" – 3:54
2. "I Need Your Love" (Jacob Plant Remix) – 4:49
3. "I Need Your Love" (Nicky Romero Remix) – 5:43
4. "I Need Your Love" (video âm nhạc) – 3:46

## Xếp hạng
| Bảng xếp hạng (2013–14)                         | Vị trí cao nhất |
| ----------------------------------------------- | --------------- |
| Úc (ARIA)                                       | 3               |
| Australia Dance (ARIA)                          | 2               |
| Áo (Ö3 Austria Top 40)                          | 3               |
| Bỉ (Ultratop 50 Flanders)                       | 8               |
| Bỉ Dance (Ultratop Flanders)                    | 2               |
| Bỉ (Ultratop 50 Wallonia)                       | 7               |
| Bỉ Dance (Ultratop Wallonia)                    | 1               |
| Brazil (Hot 100 Airplay)                        | 100             |
| Brazil (Hot Pop Songs)                          | 38              |
| Canada (Canadian Hot 100)                       | 13              |
| Cộng hòa Séc (Rádio Top 100)                    | 1               |
| Cộng hòa Séc (Singles Digitál Top 100)          | 41              |
| Đan Mạch (Tracklisten)                          | 17              |
| Châu Âu Digital Song Sales (Billboard)          | 7               |
| Phần Lan (Suomen virallinen lista)              | 4               |
| Pháp (SNEP)                                     | 10              |
| Trường songid là BẮT BUỘC CHO BẢNG XẾP HẠNG ĐỨC | 13              |
| Hungary (Rádiós Top 40)                         | 7               |
| Hungary (Dance Top 40)                          | 2               |
| Ireland (IRMA)                                  | 6               |
| Ý (FIMI)                                        | 18              |
| Luxembourg Digital Song Sales (Billboard)       | 10              |
| Hà Lan (Dutch Top 40)                           | 29              |
| Hà Lan (Single Top 100)                         | 33              |
| Netherlands (Mega Dance Top 30)                 | 5               |
| New Zealand (Recorded Music NZ)                 | 15              |
| Na Uy (VG-lista)                                | 13              |
| Ba Lan (Polish Airplay Top 100)                 | 4               |
| Ba Lan (Dance Top 50)                           | 4               |
| Romania (Romanian Top 100)                      | 95              |
| Scotland (OCC)                                  | 3               |
| Slovakia (Rádio Top 100)                        | 1               |
| Slovakia (Singles Digitál Top 100)              | 79              |
| Nam Phi (EMA)                                   | 5               |
| Tây Ban Nha (PROMUSICAE)                        | 25              |
| Thụy Điển (Sverigetopplistan)                   | 3               |
| Thụy Sĩ (Schweizer Hitparade)                   | 6               |
| Anh Quốc (OCC)                                  | 4               |
| Anh Quốc Dance (OCC)                            | 3               |
| Hoa Kỳ Billboard Hot 100                        | 16              |
| Hoa Kỳ Adult Pop Airplay (Billboard)            | 23              |
| Hoa Kỳ Dance Club Songs (Billboard)             | 1               |
| Hoa Kỳ Hot Dance/Electronic Songs (Billboard)   | 3               |
| Hoa Kỳ Latin Pop Songs (Billboard)              | 27              |
| Hoa Kỳ Pop Airplay (Billboard)                  | 6               |
| Hoa Kỳ Rhythmic (Billboard)                     | 14              |

| Bảng xếp hạng (2013)                      | Vị trí |
| ----------------------------------------- | ------ |
| Úc (ARIA)                                 | 32     |
| Úc Dance (ARIA)                           | 15     |
| Áo (Ö3 Austria Top 40)                    | 28     |
| Bỉ (Ultratop 50 Flanders)                 | 23     |
| Bỉ Dance (Ultratop Flanders)              | 12     |
| Bỉ (Ultratop 50 Wallonia)                 | 40     |
| Bỉ Dance (Ultratop Wallonia)              | 8      |
| Canada (Canadian Hot 100)                 | 45     |
| Đức (Media Control AG)                    | 39     |
| Hungary (Rádiós Top 40)                   | 31     |
| Ý (FIMI)                                  | 55     |
| Hà Lan (Dutch Top 40)                     | 150    |
| Hà Lan (Mega Dance Top 30)                | 18     |
| Thụy Điển (Sverigetopplistan)             | 16     |
| Thụy Sĩ (Schweizer Hitparade)             | 45     |
| Anh Quốc (Official Charts Company)        | 32     |
| Hoa Kỳ Billboard Hot 100                  | 56     |
| Hoa Kỳ Dance/Electronic Songs (Billboard) | 9      |
| Hoa Kỳ Hot Dance Club Songs (Billboard)   | 24     |
| Hoa Kỳ Mainstream Top 40 (Billboard)      | 21     |

## Chứng nhận
| Quốc gia                                                                           | Chứng nhận  | Số đơn vị/doanh số chứng nhận |
| ---------------------------------------------------------------------------------- | ----------- | ----------------------------- |
| Úc (ARIA)                                                                          | 3× Bạch kim | 210.000^                      |
| Áo (IFPI Áo)                                                                       | Vàng        | 15.000*                       |
| Bỉ (BEA)                                                                           | Vàng        | 15.000*                       |
| Đức (BVMI)                                                                         | Bạch kim    | 500.000^                      |
| Ý (FIMI)                                                                           | Bạch kim    | 30.000*                       |
| New Zealand (RMNZ)                                                                 | Vàng        | 0*                            |
| Thụy Điển (GLF)                                                                    | 2× Bạch kim | 40.000‡                       |
| Thụy Sĩ (IFPI)                                                                     | Bạch kim    | 30.000^                       |
| Anh Quốc (BPI)                                                                     | Vàng        | 400.000^                      |
| Hoa Kỳ (RIAA)                                                                      | Bạch kim    | 1.000.000^                    |
| Venezuela (APFV)                                                                   | Vàng        | 5,000^                        |
| * Chứng nhận dựa theo doanh số tiêu thụ. ^ Chứng nhận dựa theo doanh số nhập hàng. |             |                               |

## Lịch sử phát hành
| Khu vực        | Ngày                | Định dạng                  |
| -------------- | ------------------- | -------------------------- |
| United States  | 2 tháng 4 năm 2013  | Phát thanh                 |
| Vương quốc Anh | 3 tháng 4 năm 2013  | Phát thanh                 |
| Australia      | 12 tháng 4 năm 2013 | Tải kỹ thuật số            |
| Bỉ             | 12 tháng 4 năm 2013 | Tải kỹ thuật số            |
| Canada         | 12 tháng 4 năm 2013 | Tải kỹ thuật số            |
| Đan Mạch       | 12 tháng 4 năm 2013 | Tải kỹ thuật số            |
| Phần Lan       | 12 tháng 4 năm 2013 | Tải kỹ thuật số            |
| Pháp           | 12 tháng 4 năm 2013 | Tải kỹ thuật số            |
| Ireland        | 12 tháng 4 năm 2013 | Tải kỹ thuật số            |
| Italia         | 12 tháng 4 năm 2013 | Tải kỹ thuật số            |
| Nhật Bản       | 12 tháng 4 năm 2013 | Tải kỹ thuật số            |
| Luxembourg     | 12 tháng 4 năm 2013 | Tải kỹ thuật số            |
| Hà Lan         | 12 tháng 4 năm 2013 | Tải kỹ thuật số            |
| New Zealand    | 12 tháng 4 năm 2013 | Tải kỹ thuật số            |
| Na Uy          | 12 tháng 4 năm 2013 | Tải kỹ thuật số            |
| Tây Ban Nha    | 12 tháng 4 năm 2013 | Tải kỹ thuật số            |
| Thụy Điển      | 12 tháng 4 năm 2013 | Tải kỹ thuật số            |
| Vương quốc Anh | 12 tháng 4 năm 2013 | Tải kỹ thuật số            |
| Hoa Kỳ         | 12 tháng 4 năm 2013 | Tải kỹ thuật số            |
| Áo             | 10 tháng 5 năm 2013 | Đĩa đơn CD tải kỹ thuật số |
| Đức            | 10 tháng 5 năm 2013 | Đĩa đơn CD tải kỹ thuật số |
| Thụy Sĩ        | 10 tháng 5 năm 2013 | Đĩa đơn CD tải kỹ thuật số |